# Михайло Обренович
Михайло III Обренович (серб. Михаило Обреновић; 4 (16) вересня 1823 — 29 травня (10 червня) 1868) — сербський князь у 1839—1842;1860—1868 роках. Його перше правління закінчилося поваленням (1842), а інше його вбивством.

## Молоде життя та перше правління
Михайло був сином князя Милоша Обреновича (1780—1860) та його дружини Любіци Обренович (1788—1843). Він народився в Крагуевац та був молодшим із двох синів князя. Його старшого брата звали Мілан Обренович II, але він мав великі проблеми зі здоров'ям, що привело Михайла до його першого правління у 1839 році.
У той час Михайло Обренович був у Бухаресті, в одному з володінь його батька, офіційні старійшини відправили принцесу Любіцу і Анту Протіцу в Румунію, аби ті привезли князя Михайла. Принц до прибуття до Сербії пішов до турецького султана Абдул Меджида, який вітав його з великими почестями. Султан дав йому потім титул мушира і присудив йому орден Іфтіхара. У супроводі свого оточення 2 березня 1840 князь вирушив до Сербії.
На князівський престол прийшов у перший раз 26 червня 1839 (за юліанським календарем) і правив до 25 серпня 1842. Оскільки він був неповнолітнім, визначається його регентство в наступному складі: Єфрем Обренович, Тома Вучич Перішич та Аврам Петронієвич. Порта була підтверджена його вибір як правителя, а не як спадковий.[прояснити] Дуже молодий і недосвідчений, Михайло він зазнавав труднощів у складних ситуаціях внутрішнє і зовнішнє становище Сербії. Повалений в 1842 році у повстанні під керівництвом одного з найбільш передових  уставобранителя  Томас Вучич-Перішич. Конституціоналістів є Асамблея обрала нового принца Олександра Карагеоргієвича.
Отже, у 1839 князь Милош відмовився від свого правління на користь свого старшого сина — Мілана, але він був невиліковно хворим і помер через місяць перебування на посаді. Так, неповнолітній Михайло вступив на престол 26 червня 1839 року, після зречення престолу його батьком та смерті старшого брата. Він міг би проправити все життя, але через те, що був ще занадто молодим, то хотів забагато влади та не звертав уваги на знаки часу.

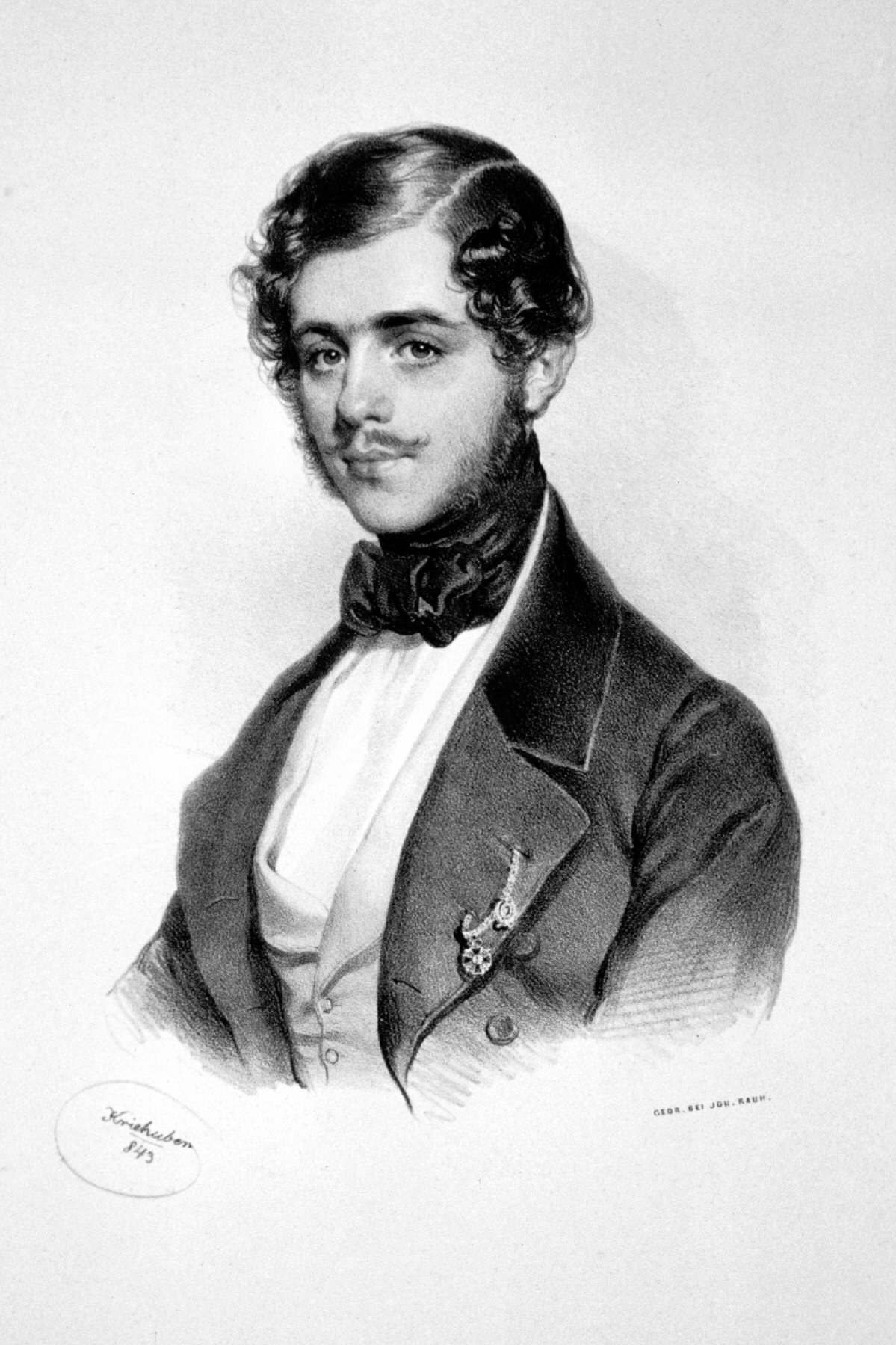
Молодий князь

Монограма Михайла III Обреновича

У 1842 році йога правління підійшло до кінця. У країні йшло повстання очолюване Вучачем та Петровичем. Молодий князь вагався, переносив столицю з Белграда до Крагуєваць і з Крагуєваца в Белград і все-таки нічого не міг вдіяти. У 1842, не бажаючи віддатися під захист турецького гарнізону в Белградській цитаделі, як це радив російський консул, Михайло втік від повсталих прихильників Карагеоргієвичів, що вже зайняли Белград, за кордон.

## Життя за кордоном
Після повстання 1842 року князь Михайло з тисячами своїх прихильників покинув країну, перетнувши ріки Сава та Дунай. Із тих пір він жив переважно у Відні, де багато працював над своєю освітою.
Разом із ним покинула країну і його мати, яка померла 14 травня 1843 року. Була похована на території Крушедольського монастиря [Архівовано 17 жовтня 2014 у Wayback Machine.].
Хоча князь був вигнаний із країни, він не полишав надії повернутися. Наприклад, він послав у 1853 році лист примирення сербському уряду, де говорив про те, що не буде повертатися у Сербію по трупах.

## Друге правління

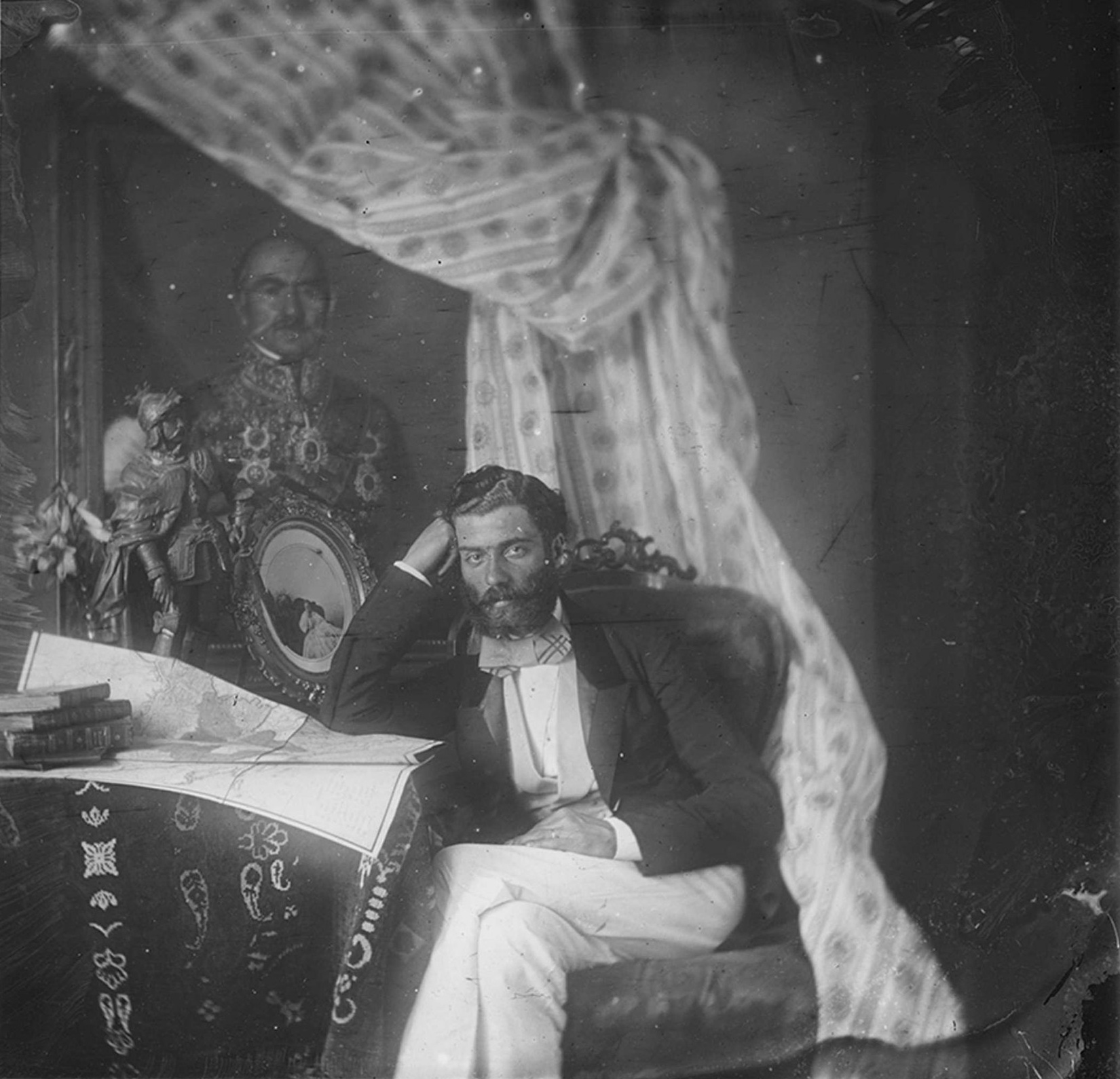
Князь Михайло (1860—1868)

У 1858 році його батько зміг повернути династію на трон. Через два роки він помер, і Михайло у вересні 1860 року знову став князем Сербії. Упродовж наступних восьми років він правив як яскравий представник освіченого абсолютизму. Під час другого правління князя народне зібрання скликалось в Сербії лише тричі, в 1861, 1864 та 1867 роках. Головним досягненням правителя було остаточне вигнання турецьких гарнізонів з країни до 1867 року, що головним чином було проведено за дипломатичної підтримки Австрії та Росії.
На відміну від першого правління, князь Михайло повертається до трону як знаючий і зрілий державний діяч. На відміну від князя Олександра, князь Михайло не дозволив державним зборам впливати на його політику. Увійшовши на сербський престол удруге в зрілому віці, Михайло спробував правити самотужки, покладаючись на досвідчених і впливових політиків попереднього режиму. На початку свого другого правління були внесені істотні зміни в політиці Сербії. Через втручання Порти до внутрішнього питання Сербії та її відмовою визнати принца Сербії Михайла, князь скасував спеціальні закони успадкування престолу, відкинув «Конституцію Туреччини». У Спасо-Преображенській Асамблеї у 1861 році був прийнятий Закон про Державну раду, який передбачав, що члени Державної ради, відповідали напряму князеві, а не Порті. Був прийнятий закон про народну скупщину, яка лишилась лише як консультативний орган, податковий закон і закон про народну армію, який являв обов'язкову військову службу для чоловіків від 20 до 50 років, які набиралися і навчалися у своїх же областях. Закон про народне військо відбився позитивно на Сербській армії, адже вона змогла мобілізувати близько 90000 солдатів, але вона як і раніше, була погано озброєна і навчена. Законом про «державну управу» 1862 року було створено Раду міністрів, який фактично став урядом Сербії. Князь поставив Іллю Гарашаніна як голову міністерських зборів, адже від нього князь очікував безвідмовну слухняність. Верховенство князя Михайла, окрім політики, полягало й у ставленні до освітніх і судових інститутів, а також молодіжного руху, який у той час набирав значних обертів. Так у 1864 році він наказав розпустити «Друшство српске словесності». Михайло при владі боровся з колишніми уставоборонителями (конституціоналістами), більшість із яких були молоді освічені люди. Опозиційні ліберали часто піддавалися репресивній політиці Михайла і часто з-за кордону нападали на нього. Князь у внутрішній і зовнішній політиці керувався девізом «Закон є найвища воля в Сербії».
Михайло, як і батько, і більшість сучасних йому європейських державців (у Франції, Росії, Австрії тощо), був прихильником абсолютизму. Він узявся до конституційної реформи та реформи системи державного управління (обмежив роль Скупщини й запровадив особистий контроль над Радою), причому робив це законним шляхом, через внесення змін і доповнень до наявних документів.
У реалізації власних проектів Михайло Обренович спирався на консервативних політиків, не розуміючи й не сприймаючи ліберальних ідей. На чільні ролі в керівництві країною повернувся Ілія Гарашанин, який продовжив формування армії, а також розгорнув активну діяльність, спрямовану на втілення в життя основних положень «Начертанія». Добре усвідомлюючи неспроможність Сербії самотужки протистояти Османській імперії, Гарашанин, підтримуваний князем Михайлом, зосередив зусилля на встановленні тісних зв'язків з іншими народами Балкан, на їхньому об'єднанні під принципово новим гаслом: «Балкани — балканським народам».
Але, поступово впроваджуючи в країні абсолютизм, проти князя формувалася змова. Основними організаторами та виконавцями були брати Радовановичі, які хотіли відомстити за Людомира, який утримувався в тюрмі. Так, Коста Радованович був успішним та багатим купцем, і разом із ним у замаху брали участь його брат Жорж та Павло.
Також за час свого другого правління Михайло виразив бажання розлучитися зі своєю дружиною Юлією та зв'язати себе шлюбом із молодою коханкою Катериною Константинович, яка, до речі, ще й була дочкою його двоюрідного брата. Його плани на розлучення та укладання нового шлюбу зустріли жорсткий супротив з боку політиків та духовенства, і були засуджені широкими верствами населення. У 1867 році навіть був звільнений із поста прем'єр-міністра видатний сербський діяч Ілля Гарашанин за сміливість осудити князя. Але як би там не було, Михайло все ж таки не зміг розлучитися з першою дружиною.

## Вбивство

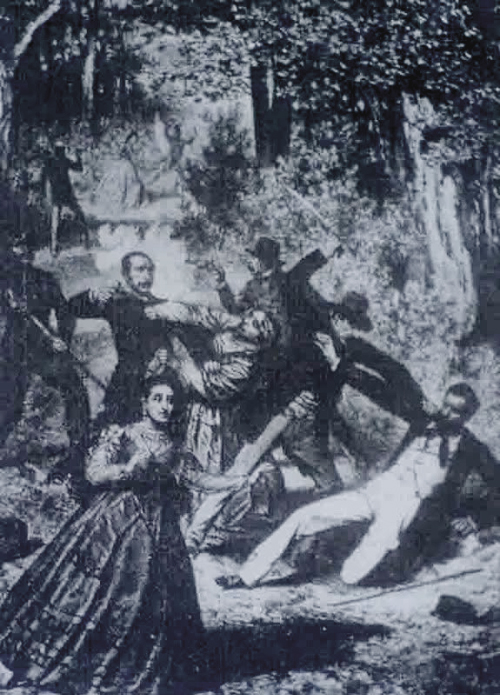
Вбивство Михайла Обреновича в парку

10 червня 1868 року Михайло разом із Катериною та її матір'ю проїжджав на кареті парком Кошутняк, що розташований поблизу його резиденції на околиці Белграда, саме тоді було вчинено вбивство. У парку з'явилися Коста та Павло Радовановичі, в офіційних чорних костюмах та із зарядженими рушницями. Коста підійшов до карети, і князь його впізнав перед смертю. Михайло та Анка [Архівовано 5 жовтня 2016 у Wayback Machine.] померли на місці, Катерина була тяжко поранена. Чутки щодо вбивства Михайла не вщухають і досі, є навіть думка про те, що до вбивства була причетна династія Карагеоргієвичів, але дана думка ніяк доведена не була.
Після несподіваної смерті Михайла Обреновича від рук змовників, яких, за офіційною версією, спонукали не політичні, а приватні мотиви (травень 1868 р.), князем Сербії став онук Єврема Обреновича (брата Мілоша) — Мілан (1868—1889), якому на той час виповнилося тільки чотирнадцять років. Мілана, виходячи з власних інтересів, привів до влади тогочасний міністр оборони Мілівоє Петрович Блазнавац, який, разом із Йованом Ристичем і Йованом Гавриловичем, увійшов до складу відновленого Намісництва — органу, де в 1869—1872 рр. зосереджувалися реальні важелі управління державою.
Намісництво не набуло популярності в народі. У галузі зовнішньополітичних відносин його діяльність також не була плідною: міжнародний престиж Сербії після смерті князя Михайла помітно підупав, ускладнилися відносини з Болгарією, у зв'язку з ліквідацією Сербської патріархії в місті Печ погіршилася ситуація на південносербських землях.
Чи не єдиним здобутком Намісництва стало прийняття нової Конституції в червні 1869 р., згідно з якою Сербія проголошувалася конституційною монархією. Уперше запроваджувалася постійно діюча Скупщина, її роль у політичному житті країни зростала. Три чверті складу Скупщини становили народні посланці, чверть депутатів призначав князь.
Створювалася ще одна державна інституція — Державна Рада, якій надавалися певні функції адміністративного суду та верхньої палати парламенту. Ухвалення конституції означало безумовний крок вперед, проте її гостро критикували за недостатню ліберальність.